# John DeWitt
Pour les articles homonymes, voir DeWitt.
John Lesesne DeWitt (1880-1962) est un général de l'armée américaine connu pour son rôle dans l'internement des Japonais-américains aux États-Unis pendant la Seconde Guerre mondiale.

## Carrière militaire

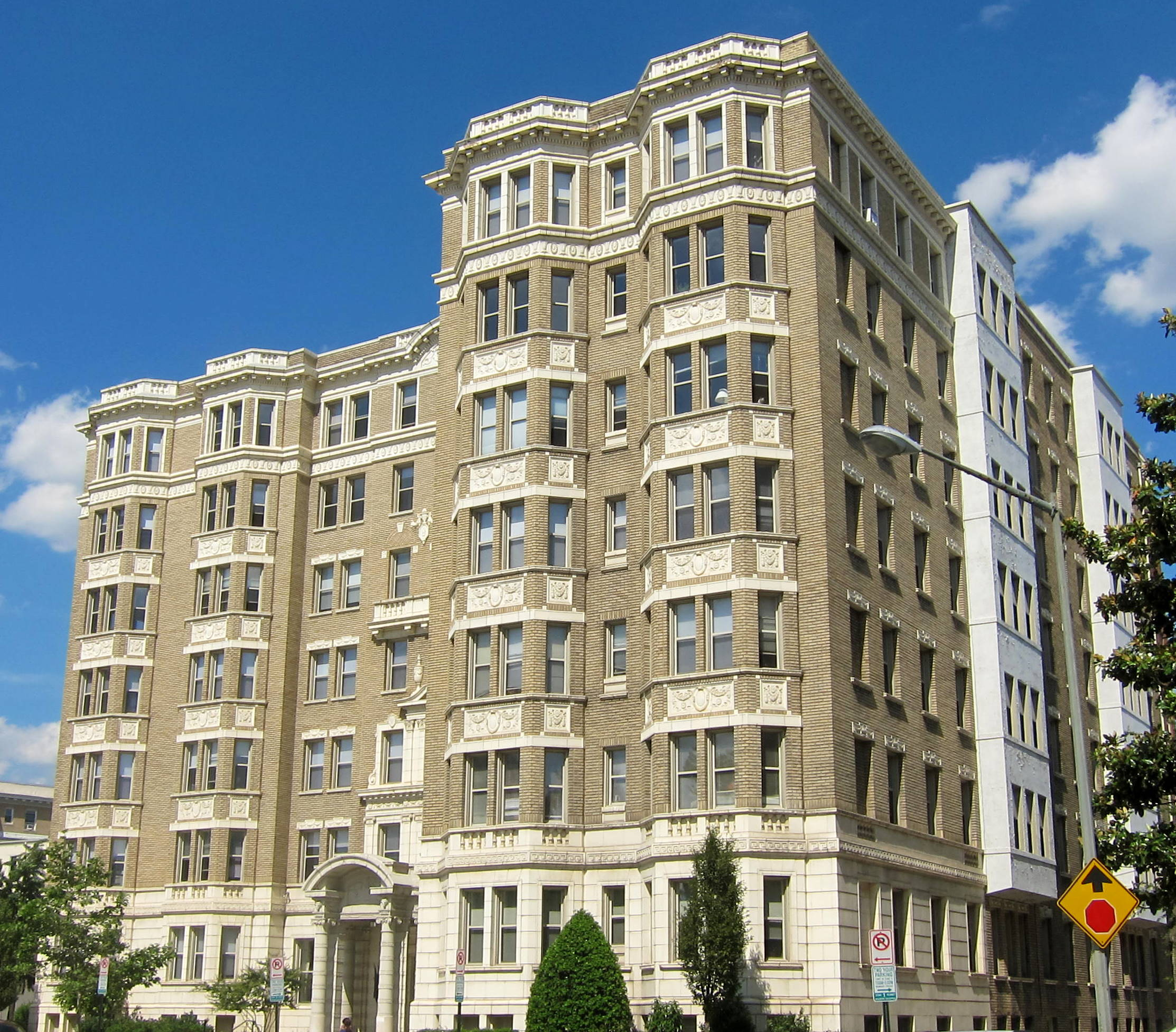
The Norwood à Washington DC, bâtiment où a vécu DeWitt.

DeWitt est né à Fort Sidney (en) dans le Nebraska le 9 janvier 1880. Le 10 octobre 1898, il devint lieutenant en second dans l'infanterie de l'armée américaine.

### Première Guerre mondiale
DeWitt servit dans la 42e division de l'infanterie pendant la Grande Guerre d'abord en tant que lieutenant colonel. Il fut promu colonel en juillet 1918 et reçut la Distinguished Service Medal à la fin de l'année.

### Entre-deux-guerres
Entre 1919 et 1930, DeWitt servit à plusieurs postes, parmi lesquels celui d'assistant commandant du General Staff College. En 1930, il accéda au grade de major général.

### Seconde Guerre mondiale
Du 5 décembre 1939 au 15 juin 1943, DeWitt est à la tête du Commandement de la Défense Occidentale des États-Unis (Western Defense Command). Après l'attaque de Pearl Harbor le 7 décembre 1941, il recommanda l'internement des Japonais-américains  et dit notamment que « Ce sont des gangsters qui doivent être traités comme tels » et qu'« un Jap est un Jap».
Plus de 110 000 hommes, femmes et enfants furent internés. De ces Américains japonais, 70 % étaient des Américains de naissance. Le déplacement de ces populations fut appelé une évacuation, mais ce fut clairement un internement des Nippo-Américains dans des camps de détention, nommés par euphémisme des camps de réinstallation (resettlement camps) .
A la fin de l'internement de ces citoyens américains japonais, pas un seul cas d'espionnage ou de sabotage n'a été découvert .
Il supervisa les opérations militaires dans les îles Aléoutiennes, envahies par les forces nippones. Il se retira de l'armée en 1947.

## Retraite
En 1954, DeWitt devint général par décision du Congrès américain, en récompense de ses services durant la Seconde Guerre mondiale. Il mourut d'une attaque cardiaque à l'âge de 82 ans à Washington le 20 juin 1962 et fut enterré au cimetière national d'Arlington, en Virginie.